# Phenethylamin
Phenethylamin er et naturligt monoamin alkaloid, men lægger også navn til en gruppe af kemiske stoffer der indeholder phenethylamin i deres struktur. Mange af disse stoffer er kendt for deres psykoaktive og stimulerende virkning. Kendte eksempler på phenethylaminer er amfetamin, methylphenidat, MDMA og adrenalin.
| Farmakologi | Spire Denne artikel om farmakologi er en spire som bør udbygges. Du er velkommen til at hjælpe Wikipedia ved at udvide den. |